# Sjas
Sjas (rusky Сясь) je řeka v Novgorodské a Leningradské oblasti v Rusku. Je 260 km dlouhá a její povodí má rozlohu 7330 km².

## Průběh toku
Pramení na Tichvinské grjadě v bažinách na okraji Valdajské vysočiny a protéká Ladožskou nížinou. Ústí do Volchovské zátoky Ladožského jezera (povodí Něvy).

### Přítoky
- zprava – Voložba, Tichvinka, Valja, Kusega, Suzna
- zleva – Luněnka, Opočňa, Lynna

## Vodní stav
Převládajícím zdrojem vody jsou sněhové srážky. Průměrný roční průtok vody ve vzdálenosti 27 km od ústí činí 53 m³/s. Zamrzá většinou v listopadu, ale někdy až v prosinci nebo v lednu, a rozmrzá v dubnu. Po rozmrznutí dosahuje nejvyšších vodních stavů.

## Využití
Je součástí Tichvinské vodní soustavy. Leží na ní město Sjasstroj.